# (37535) 1981 DP
1981 DP (asteroide 37535) é um asteroide da cintura principal. Possui uma excentricidade de 0.11427690 e uma inclinação de 7.78428º.
Este asteroide foi descoberto no dia 28 de fevereiro de 1981 por Schelte J. Bus em Siding Spring.